# Radio Kiepenkerl
Radio Kiepenkerl ist ein privater lokaler Hörfunksender für den Kreis Coesfeld. Der Name des Radios leitet sich von der westfälischen Traditionsfigur des Kiepenkerls ab.

## Programm
Der Lokalsender versteht sich als Infotainment-Sender und bietet vor allem Lokalnachrichten, Verbrauchertipps, Veranstaltungshinweise, Verkehrsnachrichten und Wettervorhersagen. Radio Kiepenkerl sendet im AC-Format, also hauptsächlich populäre Musik der letzten Jahrzehnte, aber auch aktuelle Chart-Titel.
Die wirtschaftlichen Belange des Sender werden von der Betriebsgesellschaft des Senders, der Coesfelder Lokalradio Betriebsgesellschaft mbH & Co KG vertreten. Diese ist unter dem Dach der Münsterländische Medien Service GmbH & Co. KG (MMS) organisiert.
Neben Radio Kiepenkerl gehören auch Antenne Münster, Radio RST und Radio WMW dem Senderverbund der Münsterländischen Medien Service GmbH & Co. KG an.

### Sendungen
montags – freitags:
- 06:00 Uhr – 10:00 Uhr: Am Morgen
- 14:00 Uhr – 15:00 Uhr: Mehr-Musik-Mittags-Mix
- 15:00 Uhr – 18:00 Uhr: Die Feierabendshow
- 20:00 Uhr – 21:00 Uhr : Hit Mix mit Enrico Ostendorf
- vereinzelt 21:00 Uhr – 22:00 Uhr : Bürgerfunk

samstags:
- 07:00 Uhr – 12:00 Uhr: Am Wochenende
- 20:00 Uhr – 00:00 Uhr : Hit Mix mit Enrico Ostendorf

sonntags:
- 09:00 Uhr – 12:00 Uhr: Am Wochenende

Nachrichten:
- NRW, Deutschland und die Welt: jede Stunde, rund um die Uhr
- Kreis Coesfeld und das Münsterland: jede Stunde zur halben Stunde

- Mo–Fr: 06:30 Uhr – 19:30 Uhr
- Sa: 07:30 Uhr – 12:30 Uhr
- So: 09:30 Uhr – 11:30 Uhr

## Mitarbeiter
Lokal bekannte Moderatoren des Senders sind die Morgenshow-Moderatoren Sven Sandbothe, Ansgar Borgmann und Servicemann Karsten Abend. Die Nachmittagssendung moderiert Philipp Böckmann.
Radio Kiepenkerl hat seit Sendestart mehrmals den Chefredakteur gewechselt:
- 1992–1993: Jürgen Hofius (danach Gründer eines Musikdienstleisters in Siegen)
- 1993–1997: Georg Rose (danach Chefredakteur von Radio Wuppertal)
- 1997–2004: Jörg Grabenschröer (danach Pressesprecher der Deutschen Rentenversicherung Westfalen)
- seit 2004: Andreas Kramer (gewechselt vom Lokalsender Radio MK)

## Bürgerfunk
Wie bei allen privaten Lokalsendern in Nordrhein-Westfalen gibt es auch auf den Frequenzen von Radio Kiepenkerl einen von Laien gestalteten und verantworteten Bürgerfunk. Fünf Stunden Radioprogramm in der Woche werden von der Volkshochschule Dülmen-Haltern-Havixbeck produziert und in den Abendstunden ausgestrahlt. Zum 1. September 2007 trat die Änderung des Landesmediengesetzes in Kraft. Dadurch wird der Bürgerfunk landesweit einheitlich in der Woche ab 21 Uhr ausgestrahlt. In den restlichen Stunden übernimmt Radio Kiepenkerl das Programm von Radio NRW.

## Frequenzen
Zu empfangen ist Radio Kiepenkerl auf folgenden Frequenzen:
- UKW 88,2 MHz (für den südlichen Teil des Kreises)
- UKW 107,4 MHz (für den nördlichen Teil des Kreises)
- UKW 106,3 MHz (für das Stadtgebiet Dülmen)
- UKW 102,2 MHz (Havixbeck, Nottuln, Baumberge-Region)

## Senderlogos

Logo von 1992 bis 2019
Logo von 2019 bis 2022
Logo seit Mai 2022